# 脑机交互与人机共融海河实验室
39°05′04″N 117°06′57″E / 39.08451°N 117.11583°E
脑机交互与人机共融海河实验室，位于天津市滨海高新区华苑科技园梓苑路26号。2022年11月，获得天津市政府批复设立，是天津市设立的第六家海河实验室，实验室以天津大学医学工程与转化医学研究院为核心组建，研究方向为脑机交互与人机共融基础前沿研究、技术创新突破和产业化应用转化等，具体包括新型神经信号感知与检测、组织工程与神经仿生、新一代高通量脑机交互技术、人机共融基础核心器件开发转化平台等多个方向。